# Adolphe d'Oldenbourg
Pour les articles homonymes, voir Adolphe.
Adolphe (Adolf ou Alf) est un prince allemand de la maison d'Oldenbourg né avant 1463 et mort le 17 février 1500. Il est comte souverain d'Oldenbourg de 1482 à sa mort.

## Biographie
Adolphe est l’aîné des fils survivants du comte Gérard « le Belliqueux ». Son père, vaincu par les forces des Frisons et de la principauté épiscopale de Münster, est contraint d'abdiquer en 1482. Adolphe lui succède alors à la tête du comté d'Oldenbourg aux côtés de son frère cadet Jean V. Capturé par les Frisons en novembre 1483, Adolphe n'est libéré qu'après la cessation des hostilités, en octobre 1486, contre une rançon de 3 500 florins.
Même après la libération d'Adolphe, le gouvernement du comté reste concentré entre les mains de Jean V, plus compétent que lui. Adolphe s'accommode de cette position en retrait et se consacre à la guerre. Aux côtés de son autre frère Othon, il participe à la campagne du duc Magnus Ier de Saxe-Lauenbourg contre les Frisons du Wursten (de), qui s'achève par un échec en 1499. L'année suivante, Adolphe et Othon se mettent au service de leur cousin germain le roi Jean de Danemark dans sa lutte contre les Dithmarses. Les deux frères meurent au combat le 17 février 1500 lors de la bataille de Hemmingstedt, qui se solde par une défaite danoise.